# Новая перевозочная компания
«Но́вая перево́зочная компа́ния» (НПК) — российская транспортная компания, оператор железнодорожных грузовых перевозок. Полное именование — Акционерное общество «Новая перевозочная компания». Краткое именование — АО «НПК». Главный офис расположен в Москве.
Основана в 2003 году. До 2025 года входила в группу Globaltrans.

## Собственники и руководство
По состоянию на июнь 2025 года единственным акционером НПК являлось ООО «КСП капитал управление активами» (управляющая компания закрытого паевого инвестиционного фонда «Трансатлант»).
Генеральный директор — Кирилл Прокофьев.
Руководители «Новой перевозочной» в разные годы:
- 2003-2007 — Асатуров Игорь Альбертович
- 2007-2025 — Шпаков Валерий Васильевич
- С июня 2025 года — Прокофьев Кирилл Владимирович.

## Деятельность

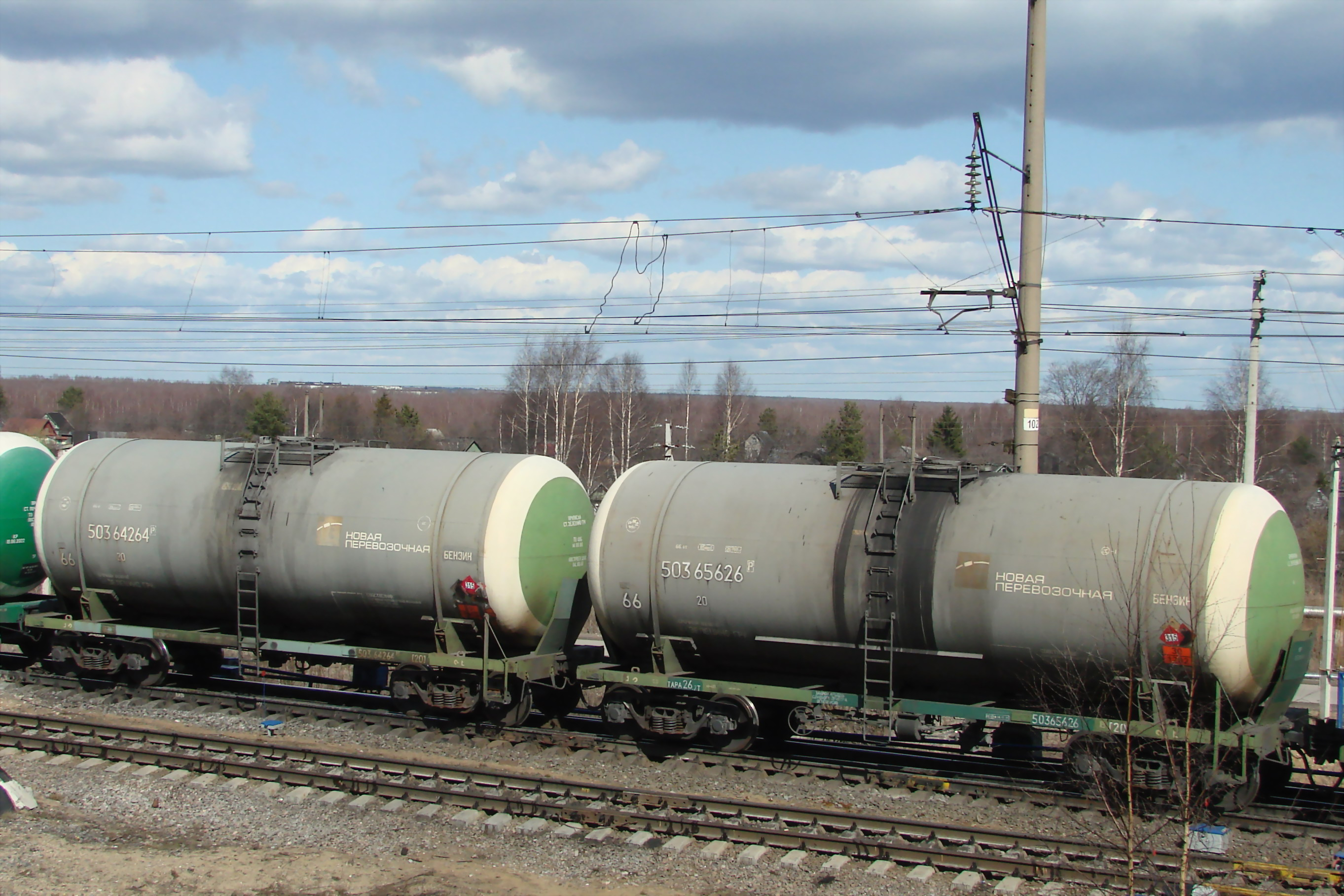
Цистерны — собственность НПК

АО «Новая перевозочная компания» занимается организацией перевозок продукции металлургических и горно-обогатительных комбинатов, угля, строительных материалов, народно-хозяйственных и ряда других грузов.
НПК управляет одним из самых больших среди независимых операторов вагонным парком (свыше 47 тыс. ед. по состоянию на 31.12.2024). Компании принадлежат 14 локомотивов. Собственный логистический и круглосуточный диспетчерский центры позволяют оперативно реагировать на запросы клиентов и гарантировать качество сервиса.
География перевозок НПК распространяется на территорию России и стран СНГ. Региональная сеть «Новой перевозочной компании» включает 20 филиалов и представительств (Кстово, Челябинск, Хабаровск, Владивосток, Орск, Санкт-Петербург, Череповец, Кемерово, Красноярск, Ростов-на-Дону, Старый Оскол, Магнитогорск, Железногорск и другие).
В 2024 году общий объём грузов, перевезённых «Новой перевозочной компанией», составил 50,7 млн тонн, грузооборот — 101,7 млрд т-км.